# 1842 v športu
1842 v športu.

## Konjske dirke
- Grand National - zmagovalec Gaylad, jahač Tom Olliver

## Veslanje
- Ustanovljen je prvi ameriški univerzitetni veslaški klub na Univerzi Yale na reki Thames

## Rojstva
- 14. oktober – Joe Start, ameriški igralec bejzbola